# Liste der Baudenkmale in Altkalen
In der Liste der Baudenkmale in Altkalen sind alle denkmalgeschützten Bauten der Gemeinde Altkalen (Mecklenburg-Vorpommern) und ihrer Ortsteile aufgelistet (Stand 10. Februar 2021).

## Legende
In den Spalten befinden sich folgende Informationen:
- ID-Nr: Die Nummer wird von den Denkmalämtern der Landkreise vergeben. Wenn sie nicht bekannt ist, bleibt die Spalte leer. In dieser Spalte kann sich zusätzlich das Wort Wikidata befinden, der entsprechende Link führt zu Angaben zu diesem Denkmal bei Wikidata.
- Lage: die Adresse des Denkmales und die geographischen Koordinaten.
Link zu einem Kartenansichtstool, um Koordinaten zu setzen. In der Kartenansicht sind Denkmale ohne Koordinaten mit einem roten bzw. orangen Marker dargestellt und können in der Karte gesetzt werden. Denkmale ohne Bild sind mit einem blauen bzw. roten Marker gekennzeichnet, Denkmale mit Bild mit einem grünen bzw. orangen Marker.
- Bezeichnung: Bezeichnung, so wie sie in den offiziellen Listen der Denkmalämter steht. Ein Link hinter der Bezeichnung führt zum Wikipedia-Artikel über das Denkmal. Wenn die Bezeichnung der Denkmalämter inhaltlich fehlerhaft ist, ist in der Spalte „Beschreibung“ darauf hinzuweisen.
- Beschreibung: Beschreibung des Denkmales
- Bild: ein Bild des Denkmales und gegebenenfalls einen Link zu weiteren Fotos des Denkmals im Medienarchiv Wikimedia Commons

## Baudenkmale nach Ortsteilen

### Altkalen
| ID   | Lage                         | Bezeichnung                                | Beschreibung | Bild                                       |
| ---- | ---------------------------- | ------------------------------------------ | --- | ------------------------------------------ |
| 0526 | Am Schloßberg 1/12 (Karte)   | Bauernhof mit Bauernhaus und Scheune       | |                                            |
| 0527 | Neukalener Straße 10 (Karte) | Forsthaus                                  | |                                            |
| 0528 | Mühlenhof 1/3 (Karte)        | Windmühle und ehem. Wohnhaus des Müllers   | | Windmühle und ehem. Wohnhaus des Müllers   |
| 0529 | Darguner Straße 4 (Karte)    | ehem. Molkerei                             | | ehem. Molkerei                             |
| 0530 | Darguner Straße 10 (Karte)   | Schule am Anger                            | |                                            |
| 0531 | Friedhof (Karte)             | Kriegerdenkmal                             | | Kriegerdenkmal                             |
| 0532 | (Karte)                      | Kirche St. Marien                          | Der älteste Teil der Kirche ist das zweijochige Langhaus in der Mitte der Kirche, das zum Zeitpunkt seiner Errichtung wie beim Bauverlauf weiterer ähnlich alter Kirchen der Umgebung vermutlich als Chor einer wesentlich größeren Kirche geplant war. | Kirche St. Marien                          |
| 0533 | An der Kirche 1 (Karte)      | Pfarrhof mit Pfarrhaus und Fachwerkscheune | | Pfarrhof mit Pfarrhaus und Fachwerkscheune |

### Altkalen-Ziegelei
| ID   | Lage                | Bezeichnung                     | Beschreibung | Bild |
| ---- | ------------------- | ------------------------------- | ------------ | ---- |
| 0534 | Ziegelei 8 (Karte)  | Wohnhaus mit Wirtschaftsgebäude |              |      |
| 0535 | Ziegelei 16 (Karte) | Wohnhaus                        |              |      |

### Alt Pannekow
| ID   | Lage                          | Bezeichnung | Beschreibung | Bild |
| ---- | ----------------------------- | --- | ------------ | ---- |
| 0520 | Alt Pannekow 22/23/24 (Karte) | Gutsanlage, mit Gutshaus, Park, Grabkapelle, Leichenhalle, Grabsteinen Bauherrenfamilie Paetow und zwei Feldsteinställen |              |      |
| 0521 | Nr. 1 (Karte)                 | Siedlerhaus |              |      |
| 0522 | Nr. 2 (Karte)                 | Siedlerhaus |              |      |

### Damm
| ID   | Lage            | Bezeichnung | Beschreibung | Bild |
| ---- | --------------- | ----------- | ------------ | ---- |
| 0590 | Damm 5 (Karte)  | Wohnhaus    |              |      |
| 0591 | Damm 23 (Karte) | Wohnhaus    |              |      |

### Granzow
| ID   | Lage                  | Bezeichnung                                            | Beschreibung | Bild |
| ---- | --------------------- | ------------------------------------------------------ | ------------ | ---- |
| 0738 | Granzow 13/14 (Karte) | Gutsanlage mit Gutshaus (Nr. 14) und Speicher (Nr. 13) |              |      |

### Kämmerich
| ID   | Lage                    | Bezeichnung                       | Beschreibung                                                                     | Bild |
| ---- | ----------------------- | --------------------------------- | -------------------------------------------------------------------------------- | ---- |
| 0789 | Kämmerich 10/11 (Karte) | Bauernhaus                        |                                                                                  |      |
| 0790 | Kämmerich 12 (Karte)    | Bauernhaus mit Wirtschaftsgebäude |                                                                                  |      |
| 0791 | Kämmerich 26/27 (Karte) | Gutshaus                          | 2-gesch., 10-achs., sanierter Backsteinbau von um 1902 mit 2-gesch. Zwerchgiebel |      |

### Kleverhof
| ID   | Lage                  | Bezeichnung | Beschreibung                                          | Bild |
| ---- | --------------------- | ----------- | ----------------------------------------------------- | ---- |
| 0806 | Dorfstraße 24 (Karte) | Gutshaus    | 1-gesch. Putzbau mit Krüppelwalmdach und Zwerchgiebel |      |
| 0807 | Dorfstraße 26 (Karte) | Stall       |                                                       |      |

### Lüchow
| ID   | Lage                   | Bezeichnung                | Beschreibung | Bild |
| ---- | ---------------------- | -------------------------- | ------------ | ---- |
| 0822 | Lüchow 20 (Karte)      | Pferdestall                |              |      |
| 0823 | Lüchow 9/10/11 (Karte) | Wohnhaus mit Stellmacherei |              |      |

### Neu Pannekow
| ID   | Lage                                                                  | Bezeichnung | Beschreibung | Bild |
| ---- | --------------------------------------------------------------------- | ----------- | ------------ | ---- |
| 0840 | Straße Richtung Alt Pannekow, nördl. Ortsausgang Neu Pannekow (Karte) | Meilenstein |              |      |

### Rey
| ID   | Lage           | Bezeichnung      | Beschreibung     | Bild     |
| ---- | -------------- | ---------------- | ---------------- | -------- |
| 0877 | Rey 43 (Karte) | Gutshaus         | Ruine (GE 06/13) | Gutshaus |
| 0878 | Rey 3 (Karte)  | Landarbeiterhaus |                  |          |
| 0879 | Rey 20 (Karte) | Landarbeiterhaus |                  |          |
| 0880 | Rey 21 (Karte) | Landarbeiterhaus |                  |          |
| 0881 | Rey 22 (Karte) | Landarbeiterhaus |                  |          |
| 0882 | Rey 23 (Karte) | Landarbeiterhaus |                  |          |

## Ehemalige Baudenkmäler

### Neu Pannekow
| ID | Lage           | Bezeichnung | Beschreibung                                                                   | Bild |
| -- | -------------- | ----------- | ------------------------------------------------------------------------------ | ---- |
|    | Neu Pannekow 3 | Gutshaus    | 1-gesch. unsanierter Fachwerkbau mit Krüppelwalm vom Anf. des 18. Jahrhunderts |      |
|    | Neu Pannekow 6 | Gutsscheune |                                                                                |      |

### Rey
| ID | Lage   | Bezeichnung      | Beschreibung | Bild |
| -- | ------ | ---------------- | ------------ | ---- |
|    | Rey 24 | Landarbeiterhaus |              |      |
|    | Rey 25 | Landarbeiterhaus |              |      |

## Quelle
Denkmalliste des Landkreises Rostock A ‐ Z (Stand: 10. Februar 2021; PDF, 497 KB)
- Karte mit allen Koordinaten:
- OSM |
- WikiMap